# Llibert Tomàs i Serra
Llibert Tomàs i Serra   (Barcelona, 3 de setembre de 1937 - Barcelona, 15 de desembre de 2021) fou un futbolista català de les dècades de 1950 i 1960.
Fou jugador del planter del RCD Espanyol. Debutà professionalment amb el CE Europa el 1956, passant per la UE Sants, on fou màxim golejador de tercera divisió. Aquestes bones actuacions el retornaren novament al RCD Espanyol, però no arribà a jugar a primera, essent cedit al Nàstic de Tarragona. Destacà a la segona divisió defensant els colors de l'Hèrcules CF, del CE Europa (durant tres temporades), i de la UE Lleida. També fou jugador de la UE Olot, del CF Gavà i de la UDA Gramenet.